# Mercy (film, 2004)
Pour les articles homonymes, voir Mercy.
 (juillet 2025).
Pour plus de détails, voir Fiche technique et Distribution.
Mercy est un film britannique réalisé par Candida Scott-Knight, sorti en 2004.

## Fiche technique
- Titre : Mercy
- Réalisation : Candida Scott-Knight
- Scénario : Tina Walker
- Production : Emily Man
- Photographie : Mary Farbrother
- Pays d'origine : Royaume-Uni
- Date de sortie : 16 juin 2004 (Première à Londres), 15 mars 2005 (Festival international du film de femmes de Créteil, France)

## Distribution
- Bradley Hall : Ben
- Natalie Press : Alison
- Steve Sweeney : Terry
- Ben Crystal : le policier
- Emily Man : la policière
- Tahnee Hippolyte : Nicola
- Jack Doolan : Ed